# Elecciones estatales de Colima de 1979
Las elecciones estatales de Colima de 1979 se llevaron a cabo el 1 de julio de 1979, simultáneamente con las elecciones federales y en ellas se renovaron los siguientes cargos de elección popular:
- Gobernador de Colima. Titular del Poder Ejecutivo del estado, electo para un periodo de seis años no reelegibles en ningún caso, la candidata electa fue Griselda Álvarez Ponce de León.
- 10 ayuntamientos. Compuestos por un Presidente Municipal y regidores, electos para un periodo de tres años no reelegibles para el periodo inmediato.
- Diputados al Congreso del Estado. Electos por mayoría relativa en cada uno de los Distrito Electorales.

## Antecedentes
En el año de 1979, el Partido Independiente Constitucionalista de Colima solicitó su registro como Partido político local, siéndole negado al no demostrar contar con 2,000 miembros de manera fehaciente. 

## Resultados electorales

### Gobernador
|  | 17.7 % |

|  | 82.2 % |

|  | 100.00 % |

### Ayuntamientos

#### Municipio de Colima
- Carlos Salazar Preciado  Hecho